# Rhadinema flexile
Rhadinema flexile is een rondwormensoort uit de familie van de Rhadinematidae. De wetenschappelijke naam van de soort is voor het eerst geldig gepubliceerd in 1920 door Cobb.